# Crypsithyris insolita
Crypsithyris insolita är en fjärilsart som beskrevs av Edward Meyrick 1918. Crypsithyris insolita ingår i släktet Crypsithyris och familjen äkta malar.
Artens utbredningsområde är Moçambique. Inga underarter finns listade i Catalogue of Life.